# Luigi De Gregori
Luigi De Gregori (* 2. Mai 1874 in Rom; † 4. Oktober 1947 in Rom) war ein italienischer Bibliothekar.
Das Studium an der römischen Sapienza schloss er 1899 mit einer Arbeit über die Epigramme des Dioskurides ab. Seine byzantinistischen Studien konnte er allerdings nicht fortsetzen, nachdem er, dem Vorbild seines Onkels Ignazio Giorgi folgend, in den Bibliotheksdienst eingetreten war. Zunächst arbeitete er als Unterbibliothekar an der römischen Nationalbibliothek unter deren Direktor Domenico Gnoli. Von 1913 bis 1921 leitete er die Bibliothek des Unterrichtsministeriums. Daneben wurde ihm auch die Verwaltung kleinerer Bibliotheken anvertraut. Von 1921 bis 1925 baute er die Bibliothek für das Istituto di archeologia e storia dell'arte auf. Außerdem war er verantwortlich für die Buchbestände des Deutschen Archäologischen Instituts, die beschlagnahmt und in die Engelsburg transportiert worden waren. 1925 wurde er zum korrespondierenden Mitglied dieses Instituts ernannt. Im Dezember 1925 wurde ihm die Leitung der Biblioteca Casanatense übertragen, deren Direktor von 1893 bis 1923 sein Onkel Ignazio Giorgi gewesen war. Er verlängerte die Öffnungszeiten, ließ die Magazine erweitern und einen Tresorraum für die Handschriften einrichten. Gleichzeitig führte er als soprintendente die Aufsicht über das Bibliothekswesen in Abruzzen und Molise. Gegen die Rückständigkeit und die Vernachlässigung der italienischen Bibliotheken, die er wegen seiner Auslandserfahrungen und seiner engen Kontakte zu ausländischen Bibliothekaren wie William Warner Bishop (1871–1955) oder dem Inkunabelforscher Isak Collijn deutlich erkannte, wandte er sich mit zahlreichen Stellungnahmen und Streitschriften. Er gehörte zu den Hauptorganisatoren des ersten Weltkongresses der International Federation of Library Associations (IFLA), der 1929 in Rom stattfand.
In seinen wissenschaftlichen Veröffentlichungen wandte er sich der Topographie der Stadt Rom und der Frühgeschichte des Buchdrucks zu. 1933 veranstaltete er in der Casanatense eine Ausstellung von quattrocentine (im 15. Jahrhundert gedruckten Büchern). 1936 wurde er als ispettore in das Unterrichtsministerium versetzt und gab die Leitung der Casanatense ab. 1939 wurde ihm die Verantwortung für den Schutz der wertvollen Bibliotheksbestände vor den Gefahren kriegerischer Ereignisse übertragen, was ihn in den folgenden Jahren zu ständigen Inspektionsreisen nötigte. Im Januar 1944 ließ er die wertvollsten Handschriften der staatlichen römischen Bibliotheken von ihrem Ausweichquartier im Kloster Santa Scolastica in Subiaco in die Biblioteca Vaticana transportieren und rettete sie so vor dem Untergang, da das Kloster kurz darauf bei einem Bombenangriff zerstört wurde. Die regelmäßigen Aufenthalte an dem Ort, an dem die erste Druckerwerkstatt in Italien entstanden war, inspirierten ihn zu einer Untersuchung über den Ursprung der dort benutzten ältesten Drucktypen.
Nach dem Ende des Krieges nötigten die Bombenschäden, die Bibliotheken im Norden Italiens erlitten hatten, De Gregori zu mehrfachen Inspektionsreisen. In Rom sorgte er für die Unterbringung der Bibliothek des Istituto di archeologia e storia dell'arte im Palazzo Venezia, daneben widmete er sich der Sicherung und der Vorbereitung der Rückgabe der Bibliotheken deutscher Forschungsinstitute wie der Hertziana, des archäologischen und des historischen Instituts in Rom und des kunsthistorischen Instituts in Florenz. Obwohl er Anfang 1947 schon erkrankt war, übernahm er die Leitung der neuen Rivista delle biblioteche, in der er seinen letzten Aufsatz veröffentlichte, der ein neues Berufsbild des Bibliothekars präsentierte, der nicht nur Verwaltung und Personalführung erledigen sollte, sondern auch aufgrund seiner Bildung und Forschungserfahrung in der Lage sein sollte, dem Leser bei seinen Recherchen den richtigen Weg zu weisen.